# Helsinki (singel)
Helsinki – szósty singel Darii Zawiałow wydany w kwietniu 2020 promujący album Helsinki.

## Sukces komercyjny
Piosenka dotarła do 16. miejsca na liście AirPlay, najczęściej odtwarzanych utworów w polskich stacjach radiowych.
W listopadzie 2022 nagranie uzyskało certyfikat złotej płyty.

## Twórcy
- słowa: Daria Zawiałow
- muzyka: Daria Zawiałow, Michał Kush, Piotrek "Rubens" Rubik
- produkcja, miks i mastering: Michał Kush
- gitary: Piotek "Rubens" Rubik

## Notowania

### Listy airplay
| Autor                           | Notowanie         | Najwyższa pozycja |
| ------------------------------- | ----------------- | ----------------- |
| Związek Producentów Audio-Video | AirPlay – Top     | 16                |
| Związek Producentów Audio-Video | AirPlay – Nowości | 1                 |

### Listy przebojów
| Autor                     | Notowanie (2020)            | Najwyższa pozycja |
| ------------------------- | --------------------------- | ----------------- |
| RMF FM                    | POPlista                    | 2                 |
| Radio ZET                 | Lista przebojów Radia ZET   | 6                 |
| Polskie Radio Program III | Lista Przebojów Trójki      | 8                 |
| Radio Wawa                | Lista Przebojów Top 13      | 1                 |
| Radio Poznań              | Lista przebojów             | 3                 |
| Radio Szczecin            | Szczecińska lista przebojów | 6                 |